# Stazione di Pietrasanta
Stazione di Pietrasanta vasútállomás Olaszországban, Pietrasanta településen.

## Vasútvonalak
Az állomást az alábbi vasútvonalak érintik:
- Pisa–La Spezia–Genova-vasútvonal

## Kapcsolódó állomások
A vasútállomáshoz az alábbi állomások vannak a legközelebb:
- Stazione di Camaiore Lido-Capezzano
- Stazione di Forte dei Marmi-Seravezza-Querceta